# Solange Devillers
Solange Devillers is een Belgisch voormalig bowler.

## Levensloop
Devillers behoorde tot het 'team of five' (voorts samengesteld uit Jacqueline Coudère, Nora Haveneers, Tina Drees, Maria Jansen en Nicole Maes) dat zilver won op de Europese kampioenschappen van 1981 te Frankfurt am Main.